# Gatien de Courtilz de Sandras
Gatien de Courtilz de Sandras [ɡatjˈɛ̃ də kuːrˈtil də sɑ̃ˈdʁɑ] (* 1644 in Montargis; † 8. Mai 1712 in Paris) war ein französischer Musketier und Schriftsteller. Bekannt wurde er vor allem durch seine Biografie d’Artagnans, die später Alexandre Dumas dem Älteren als Vorlage für dessen Abenteuerroman Die drei Musketiere diente.
Im Alter von 26 Jahren schlug Courtilz eine Militärlaufbahn ein, die er 1688 als Capitaine (Hauptmann) im Régiment de Champagne beendete. Im Anschluss begab er sich in die Niederlande und veröffentlichte zahlreiche Schriftstücke, größtenteils historische Romane und Pamphlete. Während dieser Zeit wurde Courtilz wegen seiner Publikationen mehrere Male inhaftiert, zuletzt verbrachte er ab 1702 neun Jahre in der Bastille.
Zahlreiche Informationen über d’Artagnan erhielt Courtilz während eines Aufenthaltes in der Bastille, die zu diesem Zeitpunkt von Besmaux, einem ehemaligen Gefährten des legendären Musketiers, verwaltet wurde. Er verfasste mehrfach fremde Biografien in der ersten Person, so zum Beispiel vom Marquis de Montbrun oder dem Monsieur de Rochefort, wofür er stark kritisiert wurde.

## Publikationen
- Mémoires de M.L.C.D.R. (le comte de Rochefort), Köln 1688
- Histoire de la guerre de Hollande (1672–1677), Den Haag 1689
- Mémoires de M. d’Artagnan, Köln 1700, Digitalisat in der Google-Buchsuche
- Mémoires de madame la marquise de Fresne, Amsterdam 1722